# Sandia Peak Tramway
Le Sandia Peak Tramway est un téléphérique situé près d'Albuquerque au Nouveau-Mexique. Il permet de rejoindre les monts Sandia depuis le Nord de la ville.